# Застава Сједињених Америчких Држава
Застава Сједињених Америчких Држава (енгл. Flag of the United States of America) састоји се од 13 једнаких црвено-белих линија са плавим правоугаоником у горњем левом углу на којем се налази 50 звезда. Звезде се налазе у 9 хоризонталних редова са по 6 или 5 звезда по једном реду (наизменично). Сматра се да је креатор заставе Бетси Рос. Педесет звезда представљају 50 америчких савезних држава, а тринаест пруга представљају 13 колонија које су се побуниле против британске круне и тиме постале независне 1776. године. Неки од надимака заставе су Застава звезда и пруга.

## Галерија
- Застава 13 колонија
- Застава САД са 13 звездица (1777—1795)
- Застава САД са 15 звездица (1795—1818)
- Застава САД са 20 звездица (1818—1819)
- Застава САД са 21 звездицом (1819—1820)
- Застава САД са 23 звездице (1820—1822)
- Застава САД са 24 звездице (1822—1836)
- Застава САД са 25 звездица (1836—1837)
- Застава САД са 26 звездица (1837—1845)
- Застава САД са 27 звездица (1845—1846)
- Застава САД са 28 звездица (1846—1847)
- Застава САД са 29 звездица (1847—1848)
- Застава САД са 30 звездица (1848—1851)
- Застава САД са 31 звездицом (1851—1858)
- Застава САД са 32 звездице (1858—1859)
- Застава САД са 33 звездице (1859—1861)
- Застава САД са 34 звездице (1861—1863)
- Застава САД са 35 звездица (1863—1865)
- Застава САД са 36 звездица (1865—1867)
- Застава САД са 37 звездица (1867—1877)
- Застава САД са 38 звездица (1877—1890)
- Застава САД са 43 звездице (1890—1891)
- Застава САД са 44 звездице (1891—1896)
- Застава САД са 45 звездица (1896—1908)
- Застава САД са 46 звездица (1908—1912)
- Застава САД са 48 звездица (1912—1959)
- Застава САД са 49 звездица (1959—1960)